# Ellmenreich (Schauspielerfamilie)
Die Familie Ellmenreich war eine bekannte Schauspielerfamilie des 19. Jahrhunderts und bestand aus folgender Personen:
- Johann Baptist Ellmenreich (1770–1816), Schauspieler ⚭ Friederike Ellmenreich (1775–1845), Schauspielerin und Schriftstellerin
  - Albert Ellmenreich (1816–1905), deutscher Schauspieler und Schriftsteller ⚭ Marie Lauber, deutsche Schauspielerin; Schwager von Auguste Lauber
    - Louis Ellmenreich (1839–1912), deutscher Schauspieler
    - August Ellmenreich (1851–1928), deutscher Schauspieler
      - Ella Elmenreich (* 1875; † unbekannt), deutsche Schauspielerin

    - Franziska Ellmenreich (1847–1931), deutsche Schauspielerin